# Список дипломатических миссий Японии

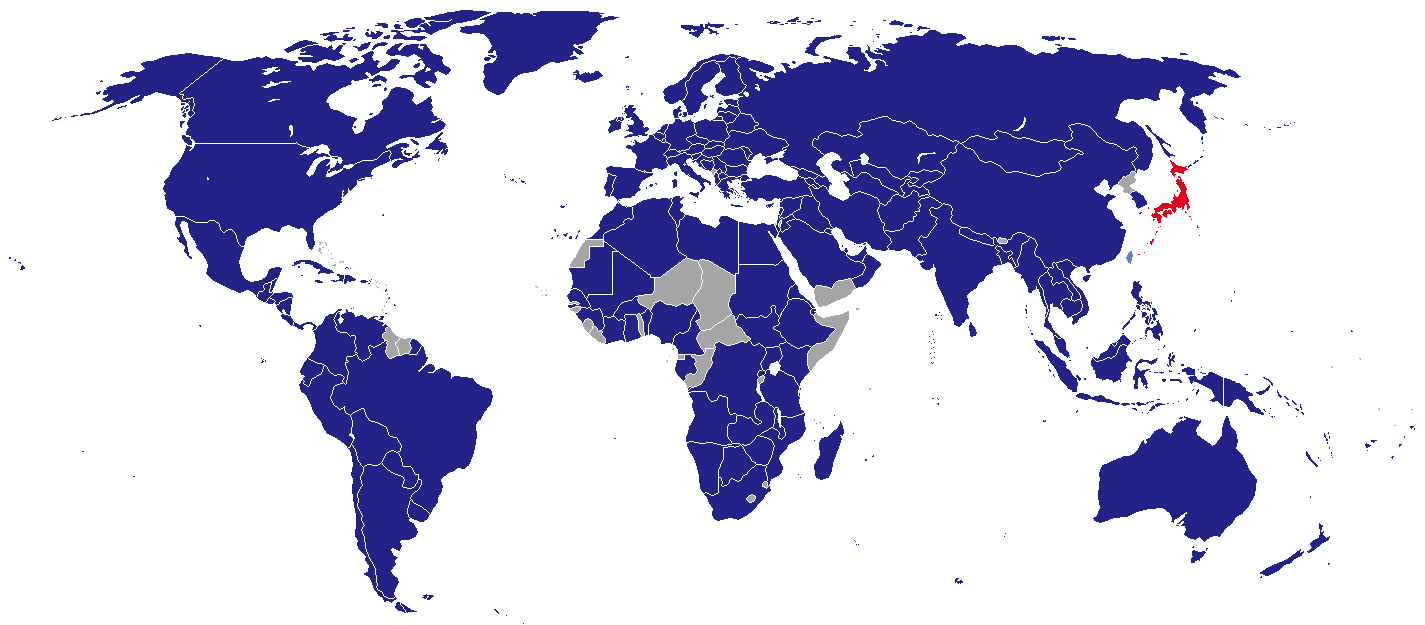
Список дипломатических миссий Японии

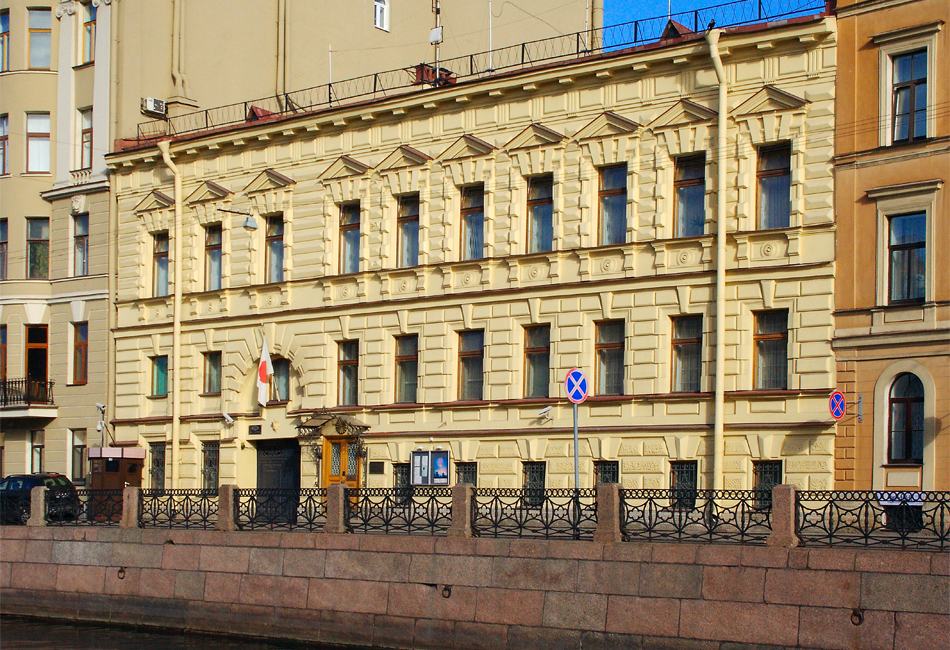
Генеральное консульство Японии в Санкт-Петербурге

Список дипломатических миссий Японии — первое из известных японских посольств было оправлено в столицу танского Китая, в Сиань в 607 году. Японские посольства направлялись также в раннесредневековые корейские государства Корё и Чосон. В Европе первый японский посол был представлен при испанском дворе в 1613 году. В 1860 году было открыто японское посольство в Вашингтоне, США.

## Африка
- Алжир, Эль-Джазаир (посольство)[1]
- Ангола, Луанда (посольство)
- Бенин, Котону (посольство)
- Ботсвана, Габороне (посольство)
- Буркина-Фасо, Уагадугу (посольство)
- Камерун, Яунде (посольство)
- Демократическая Республика Конго, Киншаса (посольство)
- Кот д’Ивуар, Абиджан (посольство)
- Джибути, Джибути (посольство)
- Египет, Каир (посольство)
- Эфиопия, Аддис-Абеба (посольство)
- Габон, Либревиль (посольство)
- Гана, Аккра (посольство)
- Гвинея, Конакри (посольство)
- Кения, Найроби (посольство)
- Мадагаскар, Антананариву (посольство)
- Мали, Бамако (посольство)
- Мавритания, Нуакшот (посольство)
- Малави, Лилонгве (посольство)
- Марокко, Рабат (посольство)
- Мозамбик, Мапуту (посольство)
- Нигерия, Абуджа (посольство)
- Руанда, Кигали (посольство)
- Сенегал, Дакар (посольство)
- ЮАР, Претория (посольство)
  - Кейптаун (консульство)
- Судан, Хартум (посольство)
- Танзания, Дар-эс-Салам (посольство)
- Тунис, Тунис (посольство)
- Уганда, Кампала (посольство)
- Замбия, Лусака (посольство)
- Зимбабве, Хараре (посольство)
- Южный Судан, Джуба (посольство)

## Северная Америка
- Барбадос, Бриджтаун (посольство)[2]
- Канада, Оттава (посольство)
  - Калгари (генеральное консульство)
  - Монреаль (генеральное консульство)
  - Торонто (генеральное консульство)
  - Ванкувер (генеральное консульство)
- Коста-Рика, Сан-Хосе (посольство)
- Куба, Гавана (посольство)
- Доминиканская республика, Санто-Доминго (посольство)
- Сальвадор, Сан-Сальвадор (посольство)
- Гватемала, Гватемала (посольство)
- Гаити, Порт-о-Пренс (посольство)
- Гондурас, Тегусигальпа (посольство)
- Ямайка, Кингстон (посольство)
- Мексика, Мехико (посольство)
- Никарагуа, Манагуа (посольство)
- Панама, Панама (посольство)
- Тринидад и Тобаго, Порт-оф-Спейн (посольство)
- США, Вашингтон (посольство)
  - Атланта (генеральное консульство)
  - Бостон (генеральное консульство)
  - Чикаго (генеральное консульство)
  - Хьюстон (генеральное консульство)
  - Лос-Анджелес (генеральное консульство)
  - Майями (генеральное консульство)
  - Гонолулу (генеральное консульство)
  - Нью-Йорк (генеральное консульство)
  - Денвер (генеральное консульство)
  - Сан-Франциско (генеральное консульство)
  - Детройт (генеральное консульство)
  - Нэшвилл (генеральное консульство)
  - Сиэтл (генеральное консульство)
  - Анкоридж (консульство)
  - Портленд (консульство)
  - Сайпан (консульство)
  -  Гуам, Тамунинг (генеральное консульство)

## Южная Америка
- Аргентина, Буэнос-Айрес (посольство)[3]
- Боливия, Ла-Пас (посольство)
- Бразилия, Бразилиа (посольство)
  - Рио-де-Жанейро (генеральное консульство)
  - Сан-Паулу (генеральное консульство)
  - Ресифи (генеральное консульство)
  - Манаус (генеральное консульство)
  - Белен (консульство)
  - Куритиба (генеральное консульство)
  - Порту-Алегри (консульство)
- Чили, Сантьяго (посольство)
- Колумбия, Богота (посольство)
- Эквадор, Кито (посольство)
- Парагвай, Асунсьон (посольство)
  - Энкарнасьон (консульство)
- Перу, Лима (посольство)
- Уругвай, Монтевидео (посольство)
- Венесуэла, Каракас (посольство)

## Азия
- Бахрейн, Манама (посольство)[4][5]
- Бангладеш, Дакка (посольство)
- Бруней, Бандар-Сери-Бегаван (посольство)
- Мьянма, Янгон (посольство)
- Камбоджа, Пном-Пень (посольство)
- Китай, Пекин (посольство)
  - Чунцин (генеральное консульство)
  - Гуанчжоу (генеральное консульство)
  - Циндао (генеральное консульство)
  - Гонконг (генеральное консульство)
  - Шанхай (генеральное консульство)
  - Шэньян (генеральное консульство)
  - Далянь (консульство)
- Индия, Нью-Дели (посольство)
  - Бангалор (генеральное консульство)
  - Калькутта (генеральное консульство)
  - Мумбай (генеральное консульство)
  - Ченнай (генеральное консульство)
- Индонезия, Джакарта (посольство)
  - Денпасар (генеральное консульство)
  - Макассар (консульство)
  - Медан (генеральное консульство)
  - Сурабая (генеральное консульство)
- Иран, Тегеран (посольство)
- Ирак, Багдад (посольство)
- Израиль, Тель-Авив (посольство)
- Иордания, Амман (посольство)
- Казахстан, Астана (посольство)
- Южная Корея, Сеул (посольство)
  - Пусан (генеральное консульство)
  - Чеджу (консульство)
- Кыргызстан, Бишкек (посольство)
- Кувейт, Эль-Кувейт (посольство)
- Лаос, Вьентьян (посольство)
- Ливан, Бейрут (посольство)
- Малайзия, Куала-Лумпур (посольство)
  - Кота-Кинабалу (консульство)
  - Пенанг (генеральное консульство)
- Монголия, Улан-Батор (посольство)
- Непал, Катманду (посольство)
- Оман, Маскат (посольство)
- Пакистан, Исламабад (посольство)
  - Карачи (генеральное консульство)
- Филиппины, Манила (посольство)
  - Себу (генеральное консульство)
  - Давао (генеральное консульство)
- Государство Палестина, Рамаллах (представительство)
- Катар, Доха (посольство)
- Саудовская Аравия, Эр-Рияд (посольство)
  - Джидда (генеральное консульство)
- Сингапур (посольство)
- Шри-Ланка, Коломбо (посольство)
- Тайвань, Тайбэй (представительство)
  - Гаосюн (представительство)
- Таджикистан, Душанбе (посольство)
- Таиланд, Бангкок (посольство)
  - Чиангмай (генеральное консульство)
- Восточный Тимор, Дили (посольство)
- Турция, Анкара (посольство)
  - Стамбул (генеральное консульство)
- Туркменистан, Ашхабад (посольство)
- ОАЭ, Абу-Даби (посольство)
  - Дубай (генеральное консульство)
- Узбекистан, Ташкент (посольство)
- Вьетнам, Ханой (посольство)
  - Сайгон (генеральное консульство)

## Европа
- Австрия, Вена (посольство)[6]
- Азербайджан, Баку (посольство)
- Белоруссия, Минск (посольство)
- Бельгия, Брюссель (посольство)
- Босния и Герцеговина, Сараево (посольство)
- Болгария, София (посольство)
- Хорватия, Загреб (посольство)
- Кипр, Никосия (посольство)
- Чехия, Прага (посольство)
- Дания, Копенгаген (посольство)
- Эстония, Таллин (посольство)
- Финляндия, Хельсинки(посольство)
- Франция, Париж (посольство)
  - Марсель (генеральное консульство)
  - Страсбург (генеральное консульство)
- Германия, Берлин (посольство)
  - Дюссельдорф (генеральное консульство)
  - Франкфурт-на-Майне (генеральное консульство)
  - Гамбург (генеральное консульство)
  - Мюнхен (генеральное консульство)
- Греция, Афины (посольство)
- Грузия, Тбилиси (посольство)
- Ватикан (посольство)
- Венгрия, Будапешт (посольство)
- Исландия, Рейкьявик (посольство)
- Ирландия, Дублин (посольство)
- Италия, Рим (посольство)
  - Милан (генеральное консульство)
- Латвия, Рига (посольство)
- Литва, Вильнюс (посольство)
- Люксембург, Люксембург (посольство)
- Македония, Скопье (посольство)
- Молдавия, Кишинёв (посольство)
- Нидерланды, Гаага (посольство)
- Норвегия, Осло (посольство)
- Польша, Варшава (посольство)
- Португалия, Лиссабон (посольство)
- Румыния, Бухарест (посольство)
- Россия, Москва (посольство)
  - Санкт-Петербург (генеральное консульство)
  - Хабаровск (генеральное консульство)
  - Владивосток (генеральное консульство)
  - Южно-Сахалинск (генеральное консульство)
- Сербия, Белград (посольство)
- Словакия, Братислава (посольство)
- Словения, Любляна (посольство)
- Испания, Мадрид (посольство)
  - Барселона (генеральное консульство)
- Швеция, Стокгольм (посольство)
- Швейцария, Берн (посольство)
  - Женева (консульство)
- Украина, Киев (посольство)
- Великобритания, Лондон (посольство)
  - Эдинбург (генеральное консульство)

## Океания
- Австралия, Канберра (посольство)[7]
  - Сидней (генеральное консульство)
  - Кэрнс (консульство)
  - Брисбен (генеральное консульство)
  - Мельбурн (генеральное консульство)
  - Перт (генеральное консульство)
- Фиджи, Сува (посольство)
- Новая Зеландия, Веллингтон (посольство)
  - Окленд (генеральное консульство)
  - Крайстчерч (консульство)
- Папуа-Новая Гвинея, Порт-Морсби (посольство)
- Вануату, Порт-Вила (посольство)
- Микронезия, Понпеи (посольство)
- Маршалловы Острова, Маджуро (посольство)
- Палау, Корор (посольство)
- Соломоновы Острова, Хониара (посольство)
- Тонга, Нукуалофа (посольство)

## Международные организации
- - Брюссель (постоянная миссия при ЕС)[8]
  - Женева (постоянная миссия при ООН)
  - Женева (постоянная миссия при Конференции по разоружению)
  - Женева (постоянная миссия при ВТО)
  - Лондон (постоянная миссия при Международной морской организации)
  - Монреаль (представительство при ICAO)
- Джакарта (постоянная миссия при ASEAN)
  - Нью-Йорк (постоянная миссия при ООН)
  - Париж (постоянная миссия при ЮНЕСКО)
  - Рим (делегация при ФАО)
  - Вена (постоянная миссия при учреждениях ООН)
  - Вашингтон (делегация при МВФ)
  - Вашингтон (делегация при Международном банке реконструкции и развития)